# Affaire Dee Dee et Gypsy Rose Blanchard
 (avril 2021).
La mise en forme du texte ne suit pas les recommandations de Wikipédia : il faut le « wikifier ».
Les points d'amélioration suivants sont les cas les plus fréquents :
- Les titres sont pré-formatés par le logiciel. Ils ne sont ni en capitales, ni en gras.
- Le texte ne doit pas être écrit en capitales (les noms de famille non plus), ni en gras, ni en italique, ni en « petit »…
- Le gras n'est utilisé que pour surligner le titre de l'article dans l'introduction, une seule fois.
- L'italique est rarement utilisé : mots en langue étrangère, titres d'œuvres, noms de bateaux, etc.
- Les citations ne sont pas en italique mais en corps de texte normal. Elles sont entourées par des guillemets français : « et ».
- Les listes à puces sont à éviter, des paragraphes rédigés étant largement préférés. Les tableaux sont à réserver à la présentation de données structurées (résultats, etc.).
- Les appels de note de bas de page (petits chiffres en exposant, introduits par l'outil «  Source ») sont à placer entre la fin de phrase et le point final[comme ça].
- Les liens internes (vers d'autres articles de Wikipédia) sont à choisir avec parcimonie. Créez des liens vers des articles approfondissant le sujet. Les termes génériques sans rapport avec le sujet sont à éviter, ainsi que les répétitions de liens vers un même terme.
- Les liens externes sont à placer uniquement dans une section « Liens externes », à la fin de l'article. Ces liens sont à choisir avec parcimonie suivant les règles définies. Si un lien sert de source à l'article, son insertion dans le texte est à faire par les notes de bas de page.
- La présentation des références doit suivre les conventions bibliographiques. Il est recommandé d'utiliser les modèles {{Ouvrage}}, {{Chapitre}}, {{Article}}, {{Lien web}} et/ou {{Bibliographie}}. Le mode d'édition visuel peut mettre en forme automatiquement les références.
- Insérer une infobox (cadre d'informations à droite) n'est pas obligatoire pour parachever la mise en page.

Pour une aide détaillée, merci de consulter Aide:Wikification.
Si vous pensez que ces points ont été résolus, vous pouvez retirer ce bandeau et améliorer la mise en forme d'un autre article.
L'affaire Dee Dee et Gypsy Rose Blanchard désigne une affaire judiciaire concernant l'assassinat de Dee Dee Blanchard ayant eu lieu en juin 2015 à Springfield dans le Missouri ainsi qu'une affaire de maltraitance sur Gypsy Rose Blanchard ayant eu lieu entre 1991 et 2015. Dee Dee Blanchard, atteinte vraisemblablement du syndrome de Münchhausen par procuration, prétendait que sa fille Gypsy Rose souffrait entre autres d'une leucémie et de dystrophie musculaire alors qu'elle provoquait elle-même certains symptômes et la forçait à se déplacer en fauteuil roulant. Gypsy Rose organise alors l'assassinat de sa mère avec l'aide de son petit-ami Nicholas Godejohn, qui poignarde Dee Dee Blanchard à plusieurs reprises. L'affaire débouche sur la condamnation à dix ans d'emprisonnement pour Gypsy Rose Blanchard et à l'emprisonnement à perpétuité pour Nicholas Godejohn.
Gypsy Rose Blanchard est libérée le 28 décembre 2023.

## Début de l'affaire
Le 14 juin 2015, les adjoints du shérif du comté de Greene, dans l'État du Missouri aux États-Unis, ont retrouvé le corps de Clauddine Blanchard, surnommée « Dee Dee », dans sa maison à Springfield. Le corps baignait dans le sang et avait subi de multiples blessures au couteau plusieurs jours auparavant. Sa fille, Gypsy Rose, avait disparu. Selon Madame Blanchard, celle-ci souffrait de leucémie, d'asthme, de dystrophie musculaire, ainsi que de plusieurs autres maladies chroniques et avait la « capacité mentale d'un enfant de 7 ans en raison de lésions cérébrales ».
Après avoir lu des messages Facebook troublants plus tôt dans la soirée, des voisins inquiets ont informé la police, signalant que Dee Dee pouvait avoir été victime d'un acte criminel et que Gypsy Rose, dont le fauteuil roulant et les médicaments étaient toujours dans la maison, pouvait avoir été enlevée. Le lendemain, la police a retrouvé Gypsy Rose dans le Wisconsin, où elle s'était rendue avec son petit ami Nicholas Godejohn, qu'elle avait rencontré en ligne. Lorsque les enquêteurs ont annoncé qu'elle était en réalité majeure et qu'elle ne souffrait d'aucun des problèmes de santé physique et mentale décrits par sa mère, l'indignation du public face à l'enlèvement possible d'une adolescente gravement handicapée a cédé la place au choc.
Des enquêtes plus poussées ont révélé que certains des médecins qui avaient examiné Gypsy Rose n'avaient trouvé aucune preuve des troubles supposés. Un médecin en particulier soupçonnait que Dee Dee souffrait du syndrome de Munchausen par procuration, un trouble mental qui pousse un parent ou un autre gardien à exagérer, inventer de toutes pièces ou créer une maladie chez une personne dont il ou elle a la garde afin de générer de la compassion ou de l'attention. Dee Dee avait légèrement changé son nom après que sa famille, qui soupçonnait qu'elle avait empoisonné sa belle-mère, lui a reproché la façon dont elle traitait Gypsy Rose. Néanmoins, de nombreuses personnes ont cru aux mensonges, ce qui a permis à la mère et la fille de bénéficier des efforts d'organismes de bienfaisance tels que le Children's Mercy Hospital, Habitat for Humanity, le Manoir Ronald McDonald et la Make-A-Wish Foundation.
Dee Dee contrôlait sa fille au travers d'abus physiques et psychologiques. Le Docteur Marc Feldman, expert international des troubles factices, a déclaré qu'il s'agissait du premier cas qu'il avait vécu dans lequel un enfant maltraité avait tué un parent violent. Gypsy Rose a plaidé coupable de meurtre au deuxième degré et purgé une peine de 10 ans d'emprisonnement. Elle a été libérée le 28 décembre 2023. Après un bref procès en novembre 2018, Godejohn a été reconnu coupable de meurtre au premier degré et condamné à la prison à perpétuité sans possibilité de libération conditionnelle.

## Les antécédents de Dee Dee

### Jeunesse et mariage de Dee Dee Blanchard
Clauddine Pitre est née en 1967 à Chackbay, en Louisiane, près de la Côte du Golfe et a grandi avec sa famille à proximité de Golden Meadow. Ses parents, Claude Anthony Pitre Sénior et Emma Lois Gisclair, ont eu 5 enfants.
Jeune adulte, elle a travaillé comme aide-infirmière. Sa famille soupçonne qu'en 1997 elle aurait tué sa mère en l'empêchant de se nourrir.
À 24 ans, elle est tombée enceinte de Rod Blanchard, alors âgé de 17 ans. Ils ont nommé leur fille Gypsy Rose parce que Clauddine aimait le nom Gypsy et Rod était un fan de Guns N' Roses. Peu de temps avant la naissance de Gypsy Rose en juillet 1991, le couple s'est séparé quand Rod s'est rendu compte qu'il « s'était marié pour les mauvaises raisons ». Il a résisté aux efforts de Clauddine pour le faire revenir et elle a emmené sa fille nouveau-née vivre avec sa famille.

### Enfance de Gypsy
Selon Rod, lorsque Gypsy avait trois mois, sa mère était convaincue que l'enfant souffrait d'apnée du sommeil et a commencé à l'emmener à l'hôpital où des nuits répétées avec un moniteur de sommeil et d'autres tests n'ont permis de repérer aucun signe de maladie. Clauddine s'est par la suite convaincue que Gypsy avait un large panel de problèmes de santé, qu'elle attribuait à un trouble chromosomique non spécifié. Elle a notamment  affirmé que Gypsy souffrait de dystrophie musculaire et l'a forcée à utiliser un déambulateur.
Selon Gypsy, lorsqu'elle avait 7 ou 8 ans, elle a fait une chute de motocyclette et s'est entaillé le genou. Sa mère a alors déclaré que les médecins lui avaient donné un fauteuil roulant dont elle aurait besoin.
Gypsy accompagnait souvent ses parents aux Jeux Olympiques Spéciaux. En 2001, alors que Gypsy avait 10 ans (tandis que Dee Dee affirmait qu'elle en avait 8), elle a été nommée reine honoraire de la Krewe of Mid-City, un défilé destiné aux enfants organisé lors du Mardi Gras à la Nouvelle-Orléans.
Gypsy semble avoir arrêté l'école après le CP (first grade aux États-Unis), voire dès la maternelle. Sa mère l'a scolarisée à la maison après cela, soi-disant en raison de la gravité de sa condition physique et mentale. Gypsy a réussi à apprendre à lire seule grâce aux livres Harry Potter.
Après que l'Ouragan Katrina a dévasté la région en août 2005, Clauddine et Gypsy ont quitté leur appartement en ruine pour un refuge à Covington, mis en place pour les personnes ayant des besoins spéciaux. Clauddine a déclaré que les dossiers médicaux de Gypsy, y compris son certificat de naissance, avaient été détruits lors des inondations. Un médecin des Ozark a suggéré qu'elles déménagent dans le Missouri natal de Clauddine et le mois suivant, elles y ont été transportées par avion.

### Déménagement au Missouri
L'histoire d'une mère célibataire et de sa fille gravement handicapée forcées de fuir les ravages de Katrina a reçu une attention considérable de la part des médias locaux. De nombreuses aides caritatives ont permis à Dee Dee et Gypsy de s'installer et de vivre dans le confort à la suite du désastre (voyages gratuits à Disney World, maison construite grâce aux œuvres caritatives...).
De nombreuses personnes qui ont rencontré Gypsy ont été charmés par elle. Du haut de ses 1,52 mètre, avec sa bouche presque édentée, ses grandes lunettes et une voix haute et enfantine, il n'était pas difficile de croire aux troubles que sa mère lui attribuait. Gypsy portait souvent des perruques ou des chapeaux pour couvrir sa calvitie. Sa mère la rasait régulièrement afin d'imiter l'apparence glabre d'un patient en chimiothérapie, disant à Gypsy que puisque ses médicaments finiraient par faire tomber ses cheveux, il était préférable de les raser d'avance. Lorsqu'elles quittaient la maison, Dee Dee emportait souvent un réservoir d'oxygène et une sonde d'alimentation avec elles. Gypsy a continué à recevoir le supplément nutritionnel liquide pour enfants PediaSure alors qu'elle avait plus de vingt ans.
Dee Dee avait recours à de la violence physique pour contrôler sa fille, lui tenant toujours la main en présence d'autres personnes. Chaque fois que Gypsy disait quelque chose qui suggérait qu'elle n'était pas vraiment malade ou semblait au-dessus de ses prétendues capacités mentales, sa mère lui pressait très fort la main. Quand les deux étaient seules, Dee Dee la giflait ou la frappait avec un cintre.
Les interventions médicales se sont poursuivies. Dee Dee a fait traiter certaines des glandes salivaires de Gypsy au Botox, puis les a fait extraire complètement pour contrôler sa prétendue hypersalivation. Gypsy a affirmé plus tard que sa mère utilisait un anesthésiant local pour engourdir ses gencives avant les visites chez le médecin afin de la faire saliver. Le manque de glandes salivaires couplé aux effets secondaires du médicament anti-épileptique qui lui était administré a entraîné la formation de caries sur ses dents au point que la majorité de ses dents de devant ont été extraites et remplacées par un bridge. Des tubes ont été implantés dans ses oreilles pour contrôler sa myriade de prétendues otites.

### L'indépendance croissante de Gypsy
Dee Dee semble avoir au moins une fois falsifié une copie du certificat de naissance de sa fille, déplaçant sa date de naissance en 1995 pour soutenir les affirmations selon lesquelles elle était encore adolescente. Gypsy a déclaré dans une interview ultérieure que pendant 15 ans, elle n'était pas sûre de son âge réel. Elle a parfois également affirmé que l'original avait été détruit lors des inondations ayant suivi l'Ouragan Katrina. Dee Dee a gardé une autre copie avec la date de naissance réelle de Gypsy. Sa fille se souvient l'avoir vue lors d'une de leurs visites à l'hôpital et avoir été confuse. Dee Dee lui a dit que c'était une erreur d'impression.
À partir de 2001, Gypsy assiste à des conventions de science-fiction et de fantaisie, parfois en costume. Lors d'un événement en 2011, elle semble avoir fait une tentative d'évasion qui a pris fin lorsque sa mère l'a trouvée dans une chambre d'hôtel avec un homme qu'elle avait rencontré en ligne. Encore une fois, Dee Dee a produit les documents indiquant la date de naissance fausse et plus jeune de Gypsy et a menacé d'informer la police. Gypsy se souvient que par la suite, Dee Dee a brisé son ordinateur avec un marteau et a menacé de faire de même avec ses doigts si jamais elle tentait de s'échapper à nouveau, elle a également gardé Gypsy en laisse et l'a menottée à son lit pendant deux semaines. Dee Dee a dit plus tard à Gypsy qu'elle avait déposé des papiers auprès de la police affirmant que Gypsy était mentalement incapable, ce qui a amené Gypsy à croire que si elle tentait de demander de l'aide à la police, celle-ci ne la croirait pas.
Vers 2012, Gypsy, qui a continué à utiliser Internet après que sa mère s'est couchée pour éviter sa surveillance renforcée, a pris contact en ligne avec Nicholas Godejohn, un homme de son âge de Big Bend, Wisconsin (elle a dit qu'ils s'étaient rencontrés sur un site de célibataires chrétiens). Godejohn avait ses propres problèmes : un casier judiciaire pour exposition indécente et des antécédents d'autisme et de maladie mentale, parfois signalés comme un trouble dissociatif de l'identité.
En 2014, Gypsy a confié à Aleah Woodmansee, une voisine de 23 ans qui, ignorant que Gypsy était proche de son âge, se considérait comme une « grande sœur », qu'elle et Godejohn avaient parlé de s'enfuir ensemble et avaient même choisi des noms de potentiels enfants. Gypsy et Godejohn flirtaient en ligne, leurs échanges utilisant parfois des éléments BDSM. Woodmansee a essayé de la dissuader, pensant toujours que Gypsy était trop jeune et pourrait être exploitée par un prédateur sexuel en ligne. Elle considérait les plans de Gypsy comme « des fantasmes et des rêves et rien de tel n'aurait jamais vraiment lieu ». Malgré les efforts de Dee Dee pour l'empêcher d'utiliser Internet, ce qui est allé jusqu'à détruire le téléphone et l'ordinateur portable de sa fille, Gypsy a maintenu le contact avec Godejohn, qui a enregistré des captures d'écran de ses messages, jusqu'en 2014.
L'année suivante, Gypsy a organisé et payé la rencontre entre Godejohn et sa mère à Springfield. Son plan était qu'il la rencontre par hasard alors qu'elle et Dee Dee étaient au cinémaet qu'ils établissent ainsi une relation afin qu'elle le présente plus tard à sa mère. Dès qu'ils se sont rencontrés pour la première fois en mars 2015, lorsque Gypsy est allée voir Cendrillon avec sa mère, Nick affirme que Gypsy l'a conduit dans une cabine de toilettes pour handicapés, où ils ont eu des relations sexuelles. Ils ont continué leurs échanges sur Internet et ont commencé à élaborer leur plan pour tuer Dee Dee.

## Meurtre
Godejohn retourne à Springfield en juin 2015, arrivant alors que Gypsy et sa mère étaient à un rendez-vous médical. Après leur retour à la maison et une fois Dee Dee endormie, il se rend à la maison des Blanchard. Gypsy le fait entrer et lui donne du ruban adhésif, des gants et un couteau en sachant qu'il l'utiliserait pour assassiner Dee Dee.
Gypsy se cache dans la salle de bain et se couvre les oreilles pour ne pas avoir à entendre sa mère crier. Godejohn poignarde alors Dee Dee à dix-sept reprises dans le dos pendant qu'elle dort. Les amants ont ensuite des relations sexuelles dans la chambre de Gypsy. Puis, ils récupèrent plus de 4 000 $ que Dee Dee avait gardé dans la maison en espèces, principalement issus des chèques de pension alimentaire de son ex-mari. Ils fuient dans un motel à l'extérieur de Springfield où ils restent quelques jours pour préparer leur plan. Pendant ce temps, ils sont vus sur des caméras de sécurité dans plusieurs magasins locaux. Gypsy a déclaré qu'elle pensait alors qu'ils avaient réussi à s'en tirer.
Ils ont envoyé l'arme du crime par la poste à la maison de Godejohn dans le Wisconsin pour éviter qu'on la trouve sur eux puis, ont pris un bus pour s'y rendre. Plusieurs témoins ont vu le couple en route vers la station Greyhound et ont noté que Gypsy portait une perruque blonde et marchait sans aide.

## Enquête et arrestations
Après avoir vu un statut Facebook inquiétant publié à partir du compte de Dee Dee, les amis de la famille Blanchard ont soupçonné que quelque chose n'allait pas. Lorsque les appels téléphoniques sont restés sans réponse, plusieurs d'entre eux se sont rendus à leur maison.
Ils ont vu que le Nissan Cube de Dee Dee, modifiée pour accueillir le fauteuil roulant de Gypsy, était toujours dans l'allée. Personne ne répondant à la porte, ils ont appelé le numéro d'appel d'urgence (911 aux États-Unis). Lorsque les policiers sont arrivés, ils ont dû attendre qu'un mandat de perquisition soit émis avant de pouvoir entrer, mais ils ont permis à l'un des voisins présents de grimper par une fenêtre, où il a vu que l'intérieur de la maison était en grande partie intact et que tous les fauteuils roulants de Gypsy étaient présents.
Lorsque le mandat a été délivré, la police est entrée dans la maison et a rapidement trouvé le corps de Dee Dee. Un compte GoFundMe a été créé pour payer ses frais funéraires et peut-être ceux de Gypsy. Tous ceux qui connaissaient les Blanchard craignaient le pire - même si Gypsy n'avait pas été blessée, ils pensaient qu'elle serait impuissante sans son fauteuil roulant, ses médicaments et son équipement de soutien comme les réservoirs d'oxygène et la sonde d'alimentation.
Woodmansee, qui faisait partie des personnes rassemblées sur la pelouse des Blanchard, a raconté à la police ce qu'elle savait de Gypsy et de son petit ami secret en ligne. Sur la base de ces informations, la police a demandé à Facebook de retracer l'adresse IP à partir de laquelle les publications sur le compte de Dee Dee avaient été faites, qui s'est avérée être dans le Wisconsin. Le lendemain, les services de police du comté de Waukesha ont fait une descente au domicile des Godejohn à Big Bend. Gypsy et son amant se sont rendus et ont été placés en détention pour meurtre et action criminelle armée.
Le fait que Gypsy était en sécurité a été accueillie avec soulagement à Springfield, où elle et Godejohn ont été rapidement extradés et détenus sous caution d'un million de dollars. Mais, en annonçant la nouvelle, le shérif du comté de Greene, Jim Arnott, a averti : « les choses ne sont pas toujours ce qu'elles paraissent ». Les médias de Springfield rapportèrent bientôt la vérité sur la vie des Blanchard : Gypsy n'avait jamais été malade et avait toujours été capable de marcher mais sa mère lui avait fait prétendre le contraire,, usant de violence physique pour la contrôler. Arnott a demandé à la population de ne pas donner d'argent à la famille tant que les enquêteurs n'avaient pas déterminé l'étendue de la fraude.

## Jugement
Gypsy est condamnée à 10 ans d'emprisonnement et son amant Godejohn à l'emprisonnement à perpétuité. Gypsy est libérée le 28 décembre 2023, après 8 ans d'emprisonnement.